# Eleições no Território Federal de Rondônia em 1974
As eleições no território federal de Rondônia em 1974 ocorreram em 15 de novembro como parte das eleições gerais em 22 estados e nos territórios federais do Amapá e Rondônia. Neste caso, a Constituição de 1967 fixou, e a Emenda Constitucional Número Um de 1969 ratificou, a eleição de um deputado federal para representar cada um dos territórios federais então existentes.

## Resultado da eleição para deputado federal
Conforme o Tribunal Superior Eleitoral, foram apurados 25.487 votos nominais (96,92%), 152 votos em branco (0,58%) e 657 votos nulos (2,50%), resultando no comparecimento de 26.296 eleitores. Nos territórios federais representados por um deputado federal, será observado o princípio do voto majoritário.

### Chapa do MDB
| Candidatos a deputado federal em 1974 | Partido | Votação | Percentual | Cidade onde nasceu | Unidade federativa | Observações |
| Jerônimo Santana                      | MDB     | 15.057  | 59,08%     | Jataí              | Goiás              | [ 6 ]       |
| Nagib Jorge Badra                     | MDB     |         |            |                    |                    |             |
| Fontes:                               |         |         |            |                    |                    |             |

### Chapa da ARENA
| Candidatos a deputado federal em 1974 | Partido | Votação | Percentual | Cidade onde nasceu | Unidade federativa | Observações |
| Leônidas Rachid                       | ARENA   | 10.430  | 40,92%     | Rosário Oeste      | Mato Grosso        | [ 7 ]       |
| Moisés Bennesby                       | ARENA   |         |            | Manaus             | Amazonas           | [ 8 ]       |
| Fontes:                               |         |         |            |                    |                    |             |